# Солунска каза
Солунската каза е каза в Османската империя, част от Солунския санджак на Солунския вилает в началото на XX век. Център на казата е град Солун, а нахиите са Вардария, Урумлък и Галимерска нахия.
В 1895 година по Османското салнаме Солунската каза (обхващаща и части от Лъгадинската) има 28 215 души мухамедани и 71 431 немухамедани. Към 1900 година според статистиката на Васил Кънчов („Македония. Етнография и статистика“) казата брои 27 164 българи християни, 31 978 турци, 30 761 гърци християни, 55 000 евреи, 3553 цигани, 8500 разни или общо 156 956 души. С пропуснатите Балджа и Дремиглава от Кънчов общото население нараства с 1 700 и 1 300 души гърци християни съответно.
След Балканските войни казата остава в границите на Кралство Гърция.